# Terry Funk
Terrence "Terry" Funk (Hammond, 30 de junho de 1944 – 23 de agosto de 2023) foi um lutador de wrestling estadunidense e ator. Conhecido nos ringues como Terry Funk, se destacou no estilo Hardcore incluindo uma grande feud, que abreviou a carreira de lutadores, como Mick Foley.
Funk se destaca pela sua longa carreira como lutador. Ele anunciou a sua "retirada" em várias lutas, coisa que ainda não aconteceu. Também é conhecido como "The Funker".
Funk foi integrante do Hall da Fama da World Championship Wrestling. Recebeu três prêmios da revista de wrestling Pro Wrestling Illustrated, sendo estes: Lutador do Ano (1976), Feud do Ano (1989vs. Ric Flair) e Lutador Internacional do Ano (1997).Foi introduzido no Hall da Fama da WWE em 2010 e está também no Hall da Fama da National Wrestling Alliance.
Como ator, participou de filmes e seriados na televisão norte-americana. Funk lançou um livro em 2005, contando a sua história nas lutas Hardcore.
Já fez parte do roster da CZW.

## Morte
Funk morreu no dia 23 de agosto de 2023, 79 anos.

## Golpes
- Spinning toe–hold
- Piledriver
- Rolling moonsault
- Brainbuster
- Crossface
- Double underhook suplex
- Fireball
- Hangman's neckbreaker
- Outside cradle
- Punching combination
- Snap DDT

Apelidos
- "Be Nice" Terry Funk
- "The Texan" Terry Funk
- "Middle Aged and Crazy" Terry Funk
- "The Hardcore Icon"
- "The Funker"
- "The Lord of the Hardcore"
- "The Texas Bronco"
- "Wrestling's Living Legend"
- "The Hardcore Legend"
- "The Hardcore Living Legend"
- "The King of Hardcore"
- "The Dirty Funker"
- "The One and Only Living Legend"
- "One Bad Mother Funker"
- "Tuxedo Terry Funk"
- "Terrible Terry Funk"

Managers
- Jimmy Hart
- Gary Hart
- Tammy Lynn Sytch
- Beulah McGillicutty
- Paul Heyman